# Apice
Apice est une commune italienne de la province de Bénévent, dans la région Campanie.

## Histoire
À la suite du tremblement de terre du 23 novembre 1980, l'ancien centre historique a été abandonné.

## Administration
| Période                                  | Période  | Identité            | Étiquette     | Qualité                                    |
| ---------------------------------------- | -------- | ------------------- | ------------- | ------------------------------------------ |
| 1947                                     | 2004     | Luigi Bocchino      |               | Inspecteur scolaire puis retraité          |
| 2004                                     | 2009     | Raffaele Giardiello |               | Directeur de bureau de poste puis retraité |
| 2009                                     | En cours | Antonietta Albanese | Liste civique | Médecin généraliste                        |
| Les données manquantes sont à compléter. |          |                     |               |                                            |

### Communes limitrophes
Ariano Irpino, Bonito, Buonalbergo, Calvi, Melito Irpino, Mirabella Eclano, Montecalvo Irpino, Paduli, San Giorgio del Sannio, Sant'Arcangelo Trimonte, Venticano